# Liriomyza caesalpiniae
Liriomyza caesalpiniae este o specie de muște din genul Liriomyza, familia Agromyzidae, descrisă de Valladares în anul 1991. Conform Catalogue of Life specia Liriomyza caesalpiniae nu are subspecii cunoscute.